# Oudtshoorn (gemeente)
Oudtshoorn (officieel : Oudtshoorn Plaaslike Munisipaliteit) is een gemeente in het Zuid-Afrikaanse district Tuinroute.
Oudtshoorn ligt in de provincie West-Kaap en telt 95.934 inwoners.  De gemeente is bekend van het jaarlijkse Klein-Karoo Nasionale Kunstefees, een van de belangrijkste Afrikaanstalige cultuurevenementen in Zuid-Afrika.

## Hoofdplaatsen
Oudtshoorn is op zijn beurt nog eens verdeeld in 5 hoofdplaatsen (Afrikaans: nedersettings) en de hoofdstad van de gemeente is de gelijknamige hoofdplaats Oudtshoorn. 
- De Hoop
- De Rust
- Dysselsdorp
- Oudtshoorn
- Volmoed

## Geboren in Oudtshoorn
- Etienne Leroux (1922-1989), schrijver
- Johannes van Staden (1939), botanicus